# Sarcophaga hui
Sarcophaga hui är en tvåvingeart som beskrevs av Ho 1936. Sarcophaga hui ingår i släktet Sarcophaga och familjen köttflugor. Inga underarter finns listade i Catalogue of Life.